# Великое Поле (Гомельская область)
Великое Поле (бел. Вялікае Поле) — деревня в Челющевичском сельсовете Петриковского района Гомельской области Беларуси.
На юге и востоке граничит с лесом.

## География

### Расположение
В 45 км на юго-восток от Петрикова, 28 км от железнодорожной станции Птичь (на линии Лунинец — Калинковичи), 190 км от Гомеля.

## Транспортная сеть
Транспортные связи по просёлочной, затем автомобильной дороге Комаровичи — Копаткевичи. Планировка состоит из прямолинейной, почти меридиональной улицы, застроенной двусторонне, плотно деревянными усадьбами.

## История
По письменным источникам известна с XIX века как селение в Копаткевичской волости Мозырского уезда Минской губернии. В 1932 году организован колхоз. Во время Великой Отечественной войны в боях за деревню и окрестности погибли 14 советских солдат и 3 партизаны (похоронены в братской могиле на кладбище), 9 жителей погибли на фронте. Согласно переписи 1959 года в составе совхоза «Челющевичи» (центр — деревня Челющевичи).

## Население

### Численность
- 2004 год — 29 хозяйств, 46 жителей.

### Динамика
- 1897 год — 16 дворов, 82 жителя (согласно переписи).
- 1925 год — 18 дворов.
- 1959 год — 166 жителей (согласно переписи).
- 2004 год — 29 хозяйств, 46 жителей.